# Ашен (Мозель)
Ашен (фр. Achain) — коммуна на северо-востоке Франции в регионе Гранд-Эст (бывший Эльзас — Шампань — Арденны — Лотарингия), департамент Мозель, округ Сарбур — Шато-Сален, кантон Сольнуа.

## Географическое положение
Ашен расположен в 38 км к юго-востоку от Меца и в 4 км к западу от Моранж. Соседние коммуны: Дестри на севере, Баронвиль на северо-востоке, Моранж и Певанж на востоке, Риш на юго-востоке, Белланж на юго-западе, Бреэн и Виллер-сюр-Нье на западе, Мартий на северо-западе.
Площадь коммуны — 4,79 км², население — 94 человека (2006) с тенденцией к снижению: 83 человека (2013), плотность населения — 17,3 чел/км². Ранее входила в состав Лотарингии.

## История
- Деревня бывшего сеньората Моранж.
- Ранее входила в состав Лотарингии.

Ашен сильно пострадал в ходе Первой мировой войны 1914—1918 годов.

## Население
Численность населения коммуны в 2008 году составляла 89 человек, в 2012 году — 82 человека, а в 2013-м — 83 человека.
| 1962 | 1968 | 1975 | 1982 | 1990 | 1999 | 2006 | 2008 | 2012 | 2013 |
| ---- | ---- | ---- | ---- | ---- | ---- | ---- | ---- | ---- | ---- |
| 118  | 97   | 89   | 79   | 95   | 95   | 94   | 89   | 82   | 83   |

Динамика населения:

## Экономика
В 2010 году из 51 человек трудоспособного возраста (от 15 до 64 лет) 38 были экономически активными, 13 — неактивными (показатель активности 74,5 %, в 1999 году — 65,5 %). Из 38 активных трудоспособных жителей работали 33 человека (18 мужчин и 15 женщин), пятеро числились безработными (четверо мужчин и одна женщина). Среди 13 трудоспособных неактивных граждан 5 были учениками либо студентами, пенсионеров зарегистрировано не было, а ещё 8 — были неактивны в силу других причин.